# Komarowszczyzna (obwód brzeski)
Komarowszczyzna (biał. Камароўшчына, Kamarouszczyna; ros. Комаровщина, Komarowszczina) – wieś na Białorusi, w obwodzie brzeskim, w rejonie kamienieckim, w sielsowiecie Rzeczyca, nad Leśną i przy drodze republikańskiej R98. Od południa graniczy z Kamieńcem.
Współcześnie w skład wsi wchodzi także dawna kolonia Hołowacze.

## Historia
W XIX i w początkach XX w. położona była w Rosji, w guberni grodzieńskiej, w powiecie brzeskim, w gminie Kamieniec Litewski.
W dwudziestoleciu międzywojennym Komarowszczyzna i Hołowacze leżały w Polsce, w województwie poleskim, w powiecie brzeskim, w gminie Kamieniec Litewski. W 1921 obie miejscowości liczyły łącznie 87 mieszkańców, zamieszkałych w 18 budynkach, w tym 84 Białorusinów, 1 Polaka i 2 osoby innej narodowości. 86 mieszkańców było wyznania prawosławnego i 1 rzymskokatolickiego.
Po II wojnie światowej w granicach Związku Sowieckiego. Od 1991 w niepodległej Białorusi.